# 石牆酒吧
石牆酒吧（Stonewall Inn，通常簡稱：Stonewall）是一間位於美國紐約市的娛樂性同志酒吧，也是1969年石牆暴動發生的地點，該事件被普遍認為是美國同性恋解放运动和當代同性戀權利抗爭的重要起源。
原始的酒吧在1969年關閉，當時的地址是克里斯多弗街51–53號，位於曼哈頓格林威治村的西4街和威弗利街之間。1969年一間名為「石牆」（Stonewall）的酒吧在原始建築的西半部開幕（克里斯多弗街53號）。之後在2007年重新整修並改回完整原始名稱「石牆酒吧」（The Stonewall Inn）。酒吧的建築在1969年被列入紐約市地標保護委員會格林威治村歷史區的保存範圍，而酒吧本身則在2000年被指定為美國國家歷史名勝。2016年，紐約市石牆酒吧指定成為國家紀念區，是為第一個紀念同志人權演進的美國國家公園。該紀念區將會把「石牆酒吧」周圍地區訂為美國現代同志人權運動的發源地。

## 歷史
建築物本身最早在1843年至1846年間建造，起初是作為馬廄使用，之後在1930年轉為餐廳，直到20世紀60年代中期餐廳在一場火災中燒毀。
石牆酒吧在1967年3月18日於該建築物內開幕。在當時是美國最大的同志商業設施，經營狀況十分良好，但也與當時大多數的同志酒吧一樣經常成為警察突襲的目標。在1969年6月28日的騷亂事件的數月後，石牆酒吧在1969年後半結束營業。
在接下來的二十年間，許多不同的商家進駐這棟建築，包括貝果三明治商店、中菜餐廳和鞋店等。許多附近的遊客和新來的居民並不知道這棟建築的歷史或它和石牆暴動之間的關聯。在1990年代初期，一間新的同志酒吧「石牆」（Stonewall）在建築的西側部分開幕。在這段期間，克里斯多弗街位於第六和第七大道間的街區被曼哈頓區政府賦予「石牆街」（Stonewall Place）的紀念性名稱。
在紐約市每年六月舉辦的LGBT驕傲遊行期間，許多群眾都會聚集在石牆酒吧外面來頌揚其豐富的歷史背景。
電影《石牆》在1995年推出，由編劇瑞奇·貝多-布萊爾（Rikki Beadle-Blair）改編自馬汀·杜柏曼的同名著作。該片贏得了數座獎項，並在世界各地的多個影展中獲得好評。電影的編劇也將故事改編成舞台劇。舞台劇版本的《石牆》在2007年7月於倫敦首演，並在同年8月前進愛丁堡藝術節演出。
1999年6月，在格林威治村歷史保存協會和男女同志建築師與設計師組織（Organization of Lesbian and Gay Architects and Designers）的努力推動下，石牆酒吧被列入了美國國家史蹟名錄。列入的範圍包括石牆酒吧、克里斯多弗公園，以及其周圍一部分的的街道和人行道。整個區域在2000年2月被指定為美国国家紀念區。
建築物在1990年代經過翻修，成為了佔據兩層樓的夜店，其中經常舉辦主題之夜和比賽等活動。在開幕後的數年間這裡持續受到許多年輕的都會男同志歡迎，直到在2006年因營收不當管理和來自周遭居民對噪音的抱怨而再次結束營業。

## 整修與重新開幕
石牆酒吧在2007年1月宣布將進行大幅翻修，這項計劃由當地的商人比爾·摩根（Bill Morgan）和科特·凱利（Kurt Kelly）推動。新的石牆酒吧最後在2007年3月再度開幕。在重新受到群眾歡迎並延續了該地的歷史重要性後，石牆酒吧成為許多當地音樂家、易妝皇后的表演場所，也舉辦了猜謎之夜、歌舞表演、卡拉OK和私人派對等活動。

## 資料來源
1. 1 2  National Park Service. . US Department of Interior. 2008  [2008-12-30]. （原始内容存档于2016-03-06）.
2. 1 2  National Historic Landmarks Program. . National Park Service. 2008  [2008-12-30]. （原始内容存档于2009-02-21）.
3. ↑  . 蘋果新聞. 2016-06-25  [2016-06-24]. （原始内容存档于2016-06-24）.
4. ↑  Carter, David.  First. New York: Macmillan. 2005. ISBN 0-312-34269-1.
5. ↑  David Carter, Andrew Scott Dolkart, Gale Harris, and Jay Shockly.  (PDF). National Park Service. 27 May 1999  [2008-12-30]. （原始内容存档 (PDF)于2008-10-02）.
6. ↑  David Carter, Andrew Scott Dolkart, Gale Harris, and Jay Shockly.  (PDF). National Park Service. 27 May 1999  [2008-12-30]. （原始内容存档 (PDF)于2008-10-02）.
7. ↑  Halbfinger, David M. . The New York Times. 29 July 1997  [24 May 2010]. （原始内容存档于2015-06-10）.

## 外部連結
- 官方網站 （页面存档备份，存于）（英文）
- 石牆暴動歷史 – About.com（英文）
- 原始的石牆酒吧將結束營業 （页面存档备份，存于） – Pinknews.co.uk（英文）